# العلاقات الرواندية القطرية
العلاقات الرواندية القطرية هي العلاقات الثنائية التي تجمع بين رواندا وقطر.

## مقارنة بين البلدين
هذه مقارنة عامة ومرجعية للدولتين:
| وجه المقارنة                                              | رواندا                                        | قطر           |
| --------------------------------------------------------- | --------------------------------------------- | ------------- |
| المساحة (كم2)                                             | 26.34 ألف                                     | 11.44 ألف     |
| عدد السكان (نسمة)                                         | 12.21 مليون                                   | 2.64 مليون    |
| الكثافة السكانية (ن./كم²)                                 | 463.55                                        | 230.77        |
| العاصمة                                                   | كيغالي                                        | الدوحة        |
| اللغة الرسمية                                             | اللغة الكينيارواندا، لغة إنجليزية، لغة فرنسية | اللغة العربية |
| العملة                                                    | فرنك رواندي                                   | ريال قطري     |
| الناتج المحلي الإجمالي (بليون دولار)                      | 9.14 مليار                                    | 167.61 مليار  |
| الناتج المحلي الإجمالي (تعادل القوة الشرائية) بليون دولار | 20.46 مليار                                   | 316.40 مليار  |
| الناتج المحلي الإجمالي الاسمي للفرد دولار أمريكي          | 697                                           | 73.65 ألف     |
| الناتج المحلي الإجمالي للفرد دولار أمريكي                 | 1.66 ألف                                      | 141.54 ألف    |
| مؤشر التنمية البشرية                                      | 0.483                                         | 0.850         |
| رمز المكالمات الدولي                                      | +250                                          | +974          |
| رمز الإنترنت                                              | .rw                                           | .qa           |
| المنطقة الزمنية                                           | ت ع م+02:00                                   | ت ع م+03:00   |

## منظمات دولية مشتركة
يشترك البلدان في عضوية مجموعة من المنظمات الدولية، منها:
| علم المنظمة | اسم المنظمة                               | تاريخ انضمام رواندا | تاريخ انضمام قطر |
| ----------- | ----------------------------------------- | ------------------- | ---------------- |
|             | يونسكو                                    | 7 نوفمبر 1962       | 27 يناير 1972    |
|             | وكالة ضمان الاستثمار متعدد الأطراف        | 27 سبتمبر 2002      | 22 أكتوبر 1996   |
|             | الأمم المتحدة                             | 18 سبتمبر 1962      | 21 سبتمبر 1971   |
|             | الاتحاد البريدي العالمي                   | ?                   | ?                |
|             | البنك الدولي للإنشاء والتعمير             | 30 سبتمبر 1963      | 25 سبتمبر 1972   |
|             | الاتحاد الدولي للاتصالات                  | 12 ديسمبر 1962      | 27 مارس 1973     |
|             | منظمة حظر الأسلحة الكيميائية              | ?                   | ?                |
|             | مؤسسة التمويل الدولية                     | 6 نوفمبر 1975       | 11 أكتوبر 2008   |
|             | المركز الدولي لتسوية المنازعات الاستشارية | 14 نوفمبر 1979      | 20 يناير 2011    |
|             | منظمة التجارة العالمية                    | ?                   | ?                |
|             | منظمة الشرطة الجنائية الدولية             | ?                   | ?                |

## وصلات خارجية
- موقع وزارة الخارجية الرواندية
- موقع وزارة الخارجية القطرية